# Kaplica Notre-Dame-de-l’Assomption-du-Plan
Kaplica Notre-Dame-de-l’Assomption-du-Plan (fr. Chapelle Notre-Dame-de-l’Assomption-du-Plan) – rzymskokatolicka kaplica znajdująca się we francuskiej miejscowości Aragnouet.

## Historia
Świątynię wzniesiono w latach 1160-1170. Do XVII wieku funkcjonowało się przy niej hospicjum prowadzone przez joannitów. Kaplica została pozbawiona kosztowności podczas rewolucji francuskiej. Odrestaurowano ją w 1876 i 1939, a stojącą przy niej dzwonnicę w 1952.

## Architektura
Jest to romańska, trzyprzęsłowa, jednonawowa świątynia, wzniesiona z łupku, z absydą, sklepiona kolebkowo. We wnętrzu przy zachodniej ścianie znajduje się drewniana empora. Na południe od budynku wznoszą się pozostałości hospicjum z dzwonnicą z miejscami na 4 dzwony.

## Galeria

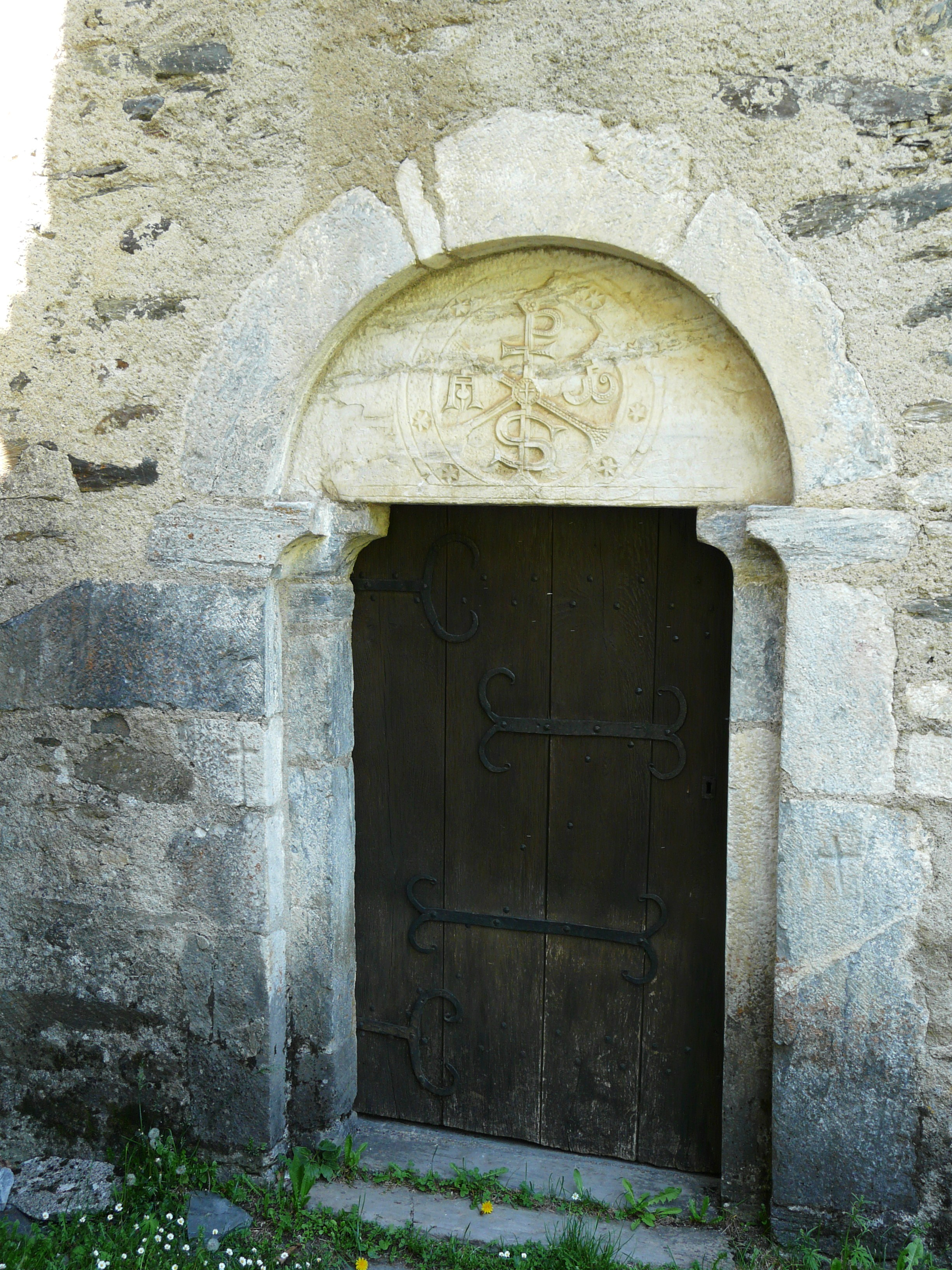
Portal
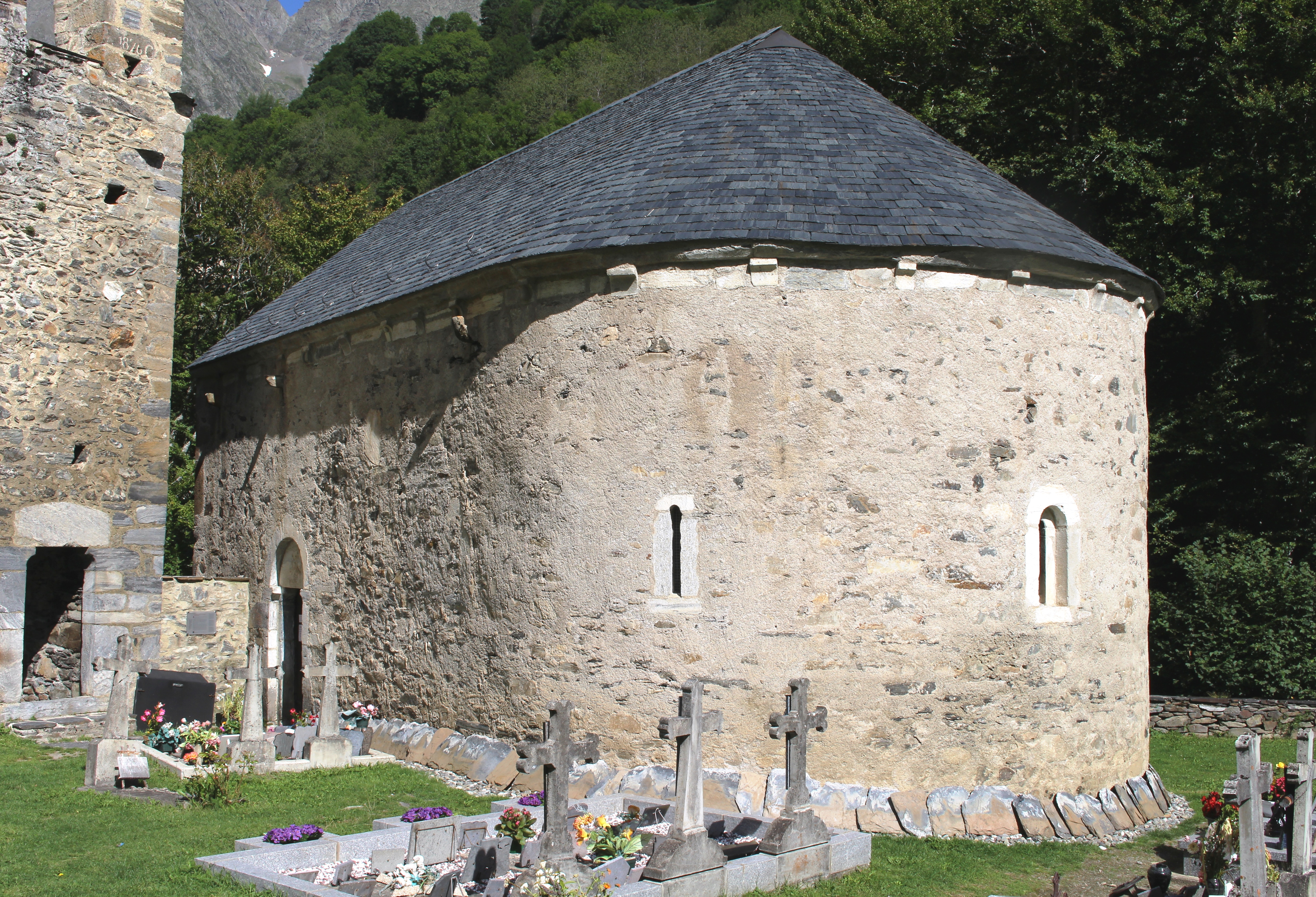
Bryła świątyni
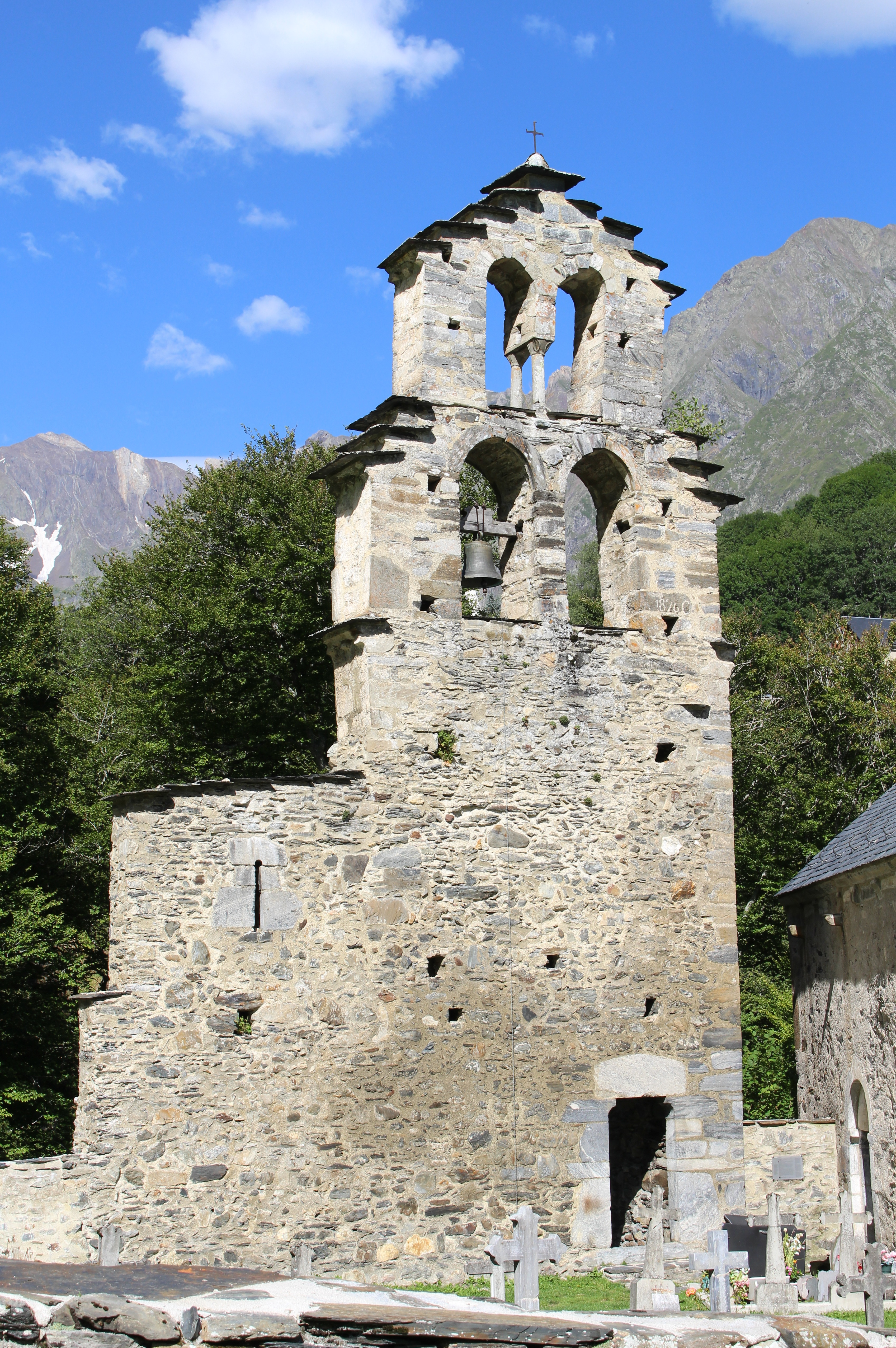
Dzwonnica
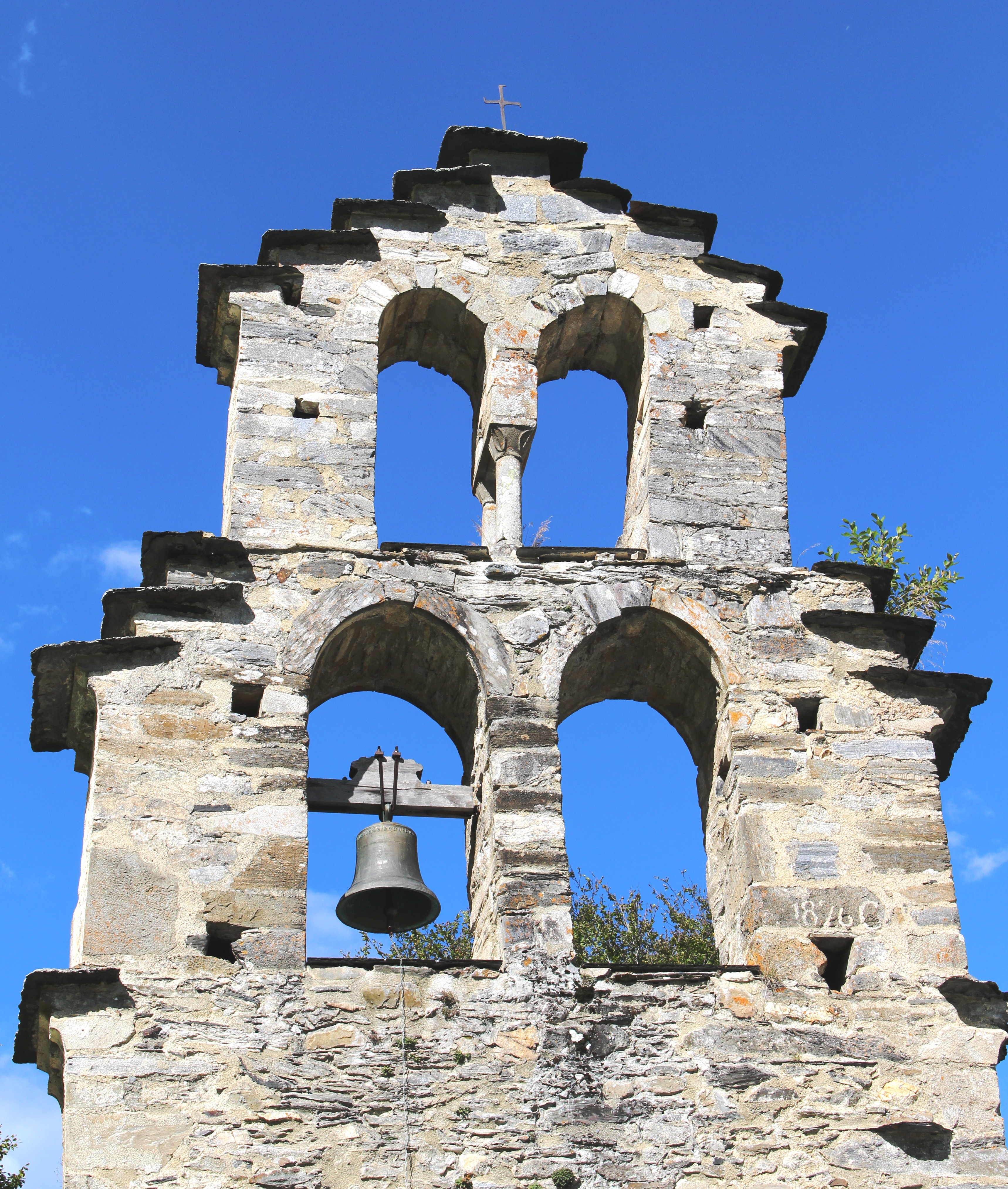
Dzwon